# Moffett (Oklahoma)
Moffett es un pueblo ubicado en el condado de Sequoyah en el estado estadounidense de Oklahoma. En el año 2010 tenía una población de 128 habitantes y una densidad poblacional de 69,57 personas por km².

## Geografía
Moffett se encuentra ubicado en las coordenadas 35°23′23″N 94°26′47″O / 35.38972, -94.44639 (35.389791, -94.446286).

## Demografía
Según la Oficina del Censo en 2000 los ingresos medios por hogar en la localidad eran de $16,875 y los ingresos medios por familia eran $18,750. Los hombres tenían unos ingresos medios de $29,500 frente a los $18,125 para las mujeres. La renta per cápita para la localidad era de $9,743. Alrededor del 42.6% de la población estaban por debajo del umbral de pobreza.